# Бергерантус
Бергерантус (лат. Bergeranthus) — род суккулентных растений семейства Аизовые (Aizoaceae) произрастающий на территории Капской провинции ЮАР.

## Название
Родовое латинское (научное) название Bergeranthus дано в честь Альвина Бергера (1871–1931), немецкого ботаника и специалиста по суккулентам, а также куратора сада Giardini botanici Hanbury в Ла-Мортола, Италия; и греческого слова anthus — «цветок».

## Ботаническое описание
Представители рода — компактные стеблевидные многолетники, ветвящиеся от основания, с клубневидным корневищем. Листья супротивные, коротко сросшиеся у основания, скученные, от трехгранных до шиловидных, заостренные, длиной до +/- 130 мм, шириной 20 мм, поверхность темно-зеленая.
Цветки на цветоножках с оболочечными прицветниками; открываются с позднего вечера до раннего утра и закрываются до полуночи. Чашелистиков 5, ланцетные, 3-гранные, килеватые, с перепончатым краем. Лепестки в несколько рядов, линейно-ланцетные, желтые, с внешней стороны красноватые. Тычинки прямостоячие, эпапиллярные. Кольцевидный нектарник. Завязь вверху коническая; рылец 5, нитевидные или шиловидные, длиннее тычинок. Плод 5-гнездная коробочка, схожая по форме с плодами рода Mitrophyllum; с хорошо развитым широким губчатым замыкающим выступом. Семена шаровидные, грушевидные или треугольно-яйцевидные. 
Число хромосом: х = 9.

## Таксономия
Bergeranthus Schwantes, первое упоминание в Z. Sukkulentenk. 2: 179 (1926).

### Виды
Подтвержденные виды (7) по данным сайта Plants of the World Online на 2023 год:
- Bergeranthus albomarginatus A.P.Dold & S.A.Hammer
- Bergeranthus concavus L.Bolus
- Bergeranthus longisepalus L.Bolus
- Bergeranthus multiceps (Salm-Dyck) Schwantes — Бергерантус многоголовчатый, бесстебельное многолетнее растение, образует дернины. Листья зеленые, гладкие, собраны в розетки по 6-10 штук в каждой. Трехгранные, заостренные до 6 см длины и 8 мм ширины. Цветки желтые, одиночные, 3 см в диаметре[5].
- Bergeranthus nanus A.P.Dold & S.A.Hammer
- Bergeranthus scapiger (Haw.) Schwantes — Бергерантус стрелконосный, бесстебельное многолетнее травянистое растение, обильно ветвящееся и образующее дерновины. Листья линейно-трехгранные, собраны в рыхлую розетку. Цветки на длинной цветоножке, желтые, до 5 см в диаметре[6].
- Bergeranthus vespertinus (A.Berger) Schwantes — Бергерантус вечерний[7]

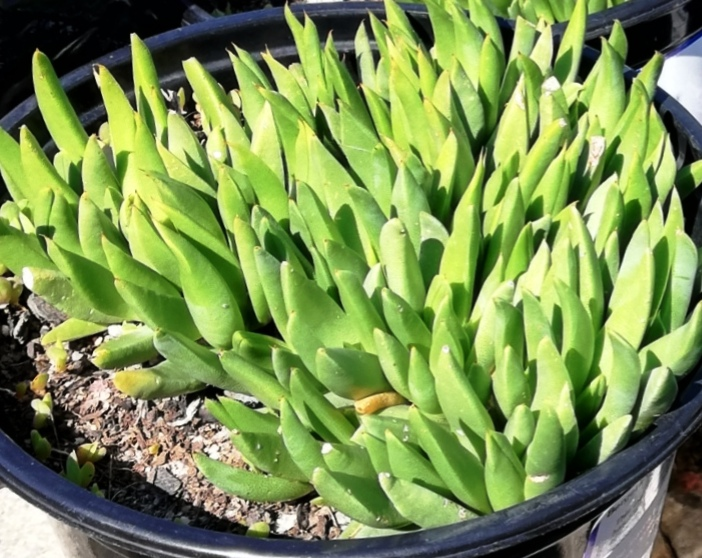
Bergeranthus multiceps
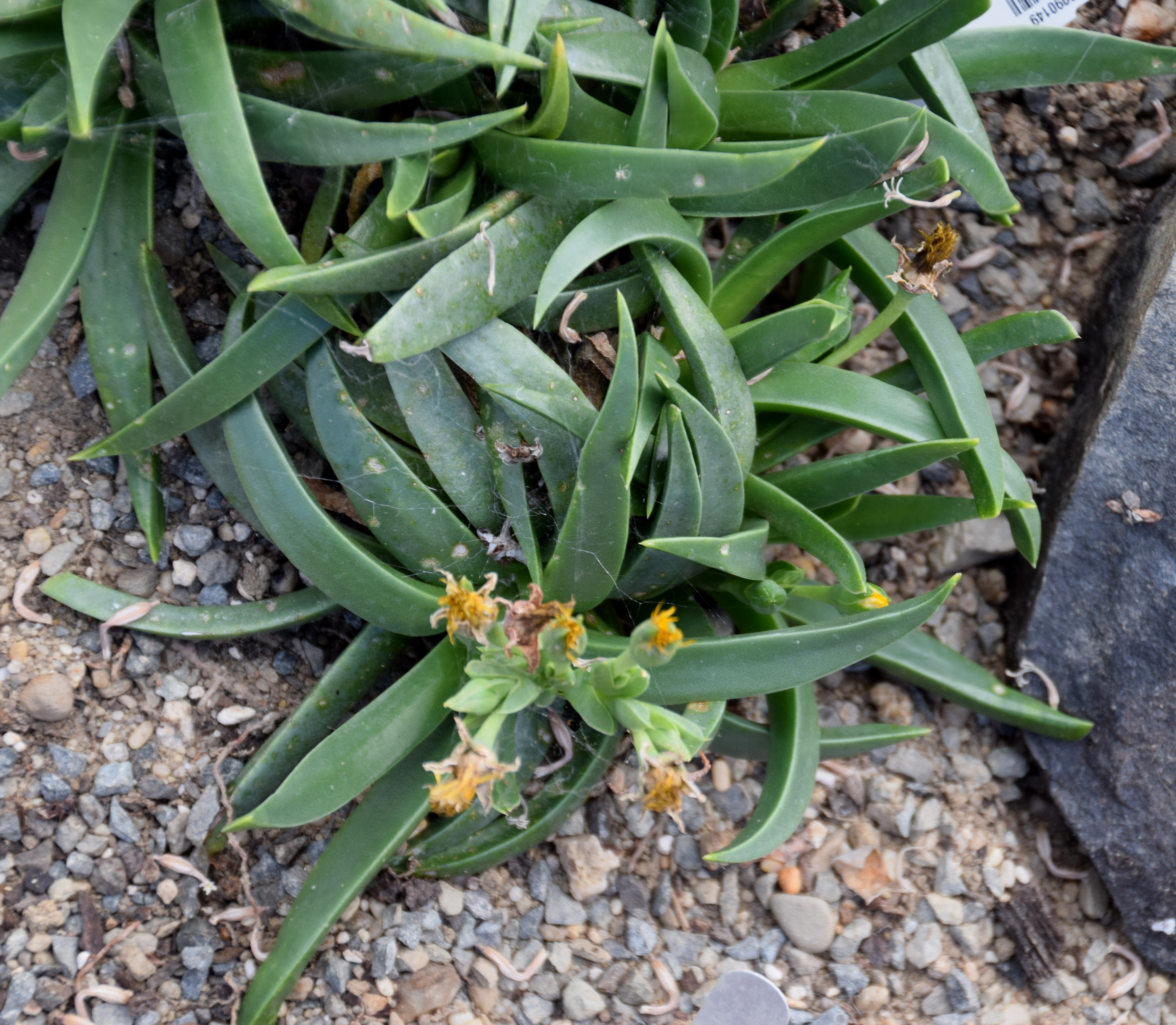
Bergeranthus scapiger